# Nike Ardilla
Nike Ardilla, właśc. Raden Rara Nike Ratnadilla (ur. 27 grudnia 1975 w Bandungu, zm. 19 marca 1995 tamże) – indonezyjska piosenkarka, aktorka i modelka.
Ardilla odegrała kluczową rolę w powrocie teen pop rocka na krajową scenę muzyczną i była dominującą postacią indonezyjskiego przemysłu rozrywkowego w pierwszej połowie lat 90. XX wieku. Zginęła w wypadku samochodowym w 1995 roku w wieku 19 lat, u szczytu kariery i sławy. Wciąż jest uważana za jedną z najwybitniejszych postaci w kręgach świata rozrywkowego Indonezji. Artystka sprzedała łącznie 30 mln albumów, a jej album Sandiwara Cinta (1995) pozostaje jednym z najlepiej sprzedających się indonezyjskich albumów wszech czasów.

## Dyskografia
- 1988: Bandung Rock Power
- 1989: Gadis Foto Model
- 1990: Seberkas Sinar
- 1990: Bintang Kehidupan
- 1991: Nyalakan Api
- 1991: Matahariku/Izinkanlah
- 1993: Biarkan Aku Mengalah
- 1994: Biarkan Cintamu Berlalu
- 1995: Sandiwara Cinta
- 1995: Mama Aku Ingin Pulang
- 1995: Duri Terlindung
- 1996: Suara Hatiku

Źródło: